# Великодедеркальська сільська рада
Великодедерка́льська сільська́ ра́да — адміністративно-територіальна одиниця та орган місцевого самоврядування в Шумському районі Тернопільської області. Адміністративний центр — село Великі Дедеркали.

## Загальні відомості
- Територія ради: 28,865 км²
- Населення ради: 2 308 осіб (станом на 2001 рік)
- Територією ради протікає річка Вілія

## Населені пункти
Сільській раді були підпорядковані населені пункти:
- с. Великі Дедеркали
- с. Вовківці
- с. Малі Дедеркали

## Склад ради
Рада складалася з 16 депутатів та голови.
- Голова ради: Данилюк Іван Федорович
- Секретар ради: Мороз Людмила Василівна

### Керівний склад попередніх скликань
| Прізвище, ім'я, по батькові | Основні відомості                                                                       | Дата обрання | Дата звільнення |
| --------------------------- | --------------------------------------------------------------------------------------- | ------------ | --------------- |
| Данилюк Іван Федорович      | Сільський голова, 1953 року народження, освіта вища, член Соціалістичної партії України | 26.03.2006   | 31.10.2010      |
| Данилюк Іван Федорович      | Сільський голова, 1953 року народження, освіта вища                                     | 31.10.2010   |                 |

Примітка: таблиця складена за даними сайту Верховної Ради України

### Депутати
За результатами місцевих виборів 2010 року депутатами ради стали:

#### За суб'єктами висування
| Суб'єкт висування          | Кількість обраних депутатів | %    |
| -------------------------- | --------------------------- | ---- |
| Самовисування              | 13                          | 81,3 |
| Громадянська партія «Пора» | 3                           | 18,8 |

#### За округами
| № округу                   | Прізвище, ім'я, по батькові    | Дата визнання обраним | Освіта | Партійна приналежність             | Відомості про обраного депутата                    |
| -------------------------- | ------------------------------ | --------------------- | ------ | ---------------------------------- | -------------------------------------------------- |
| Громадянська партія «ПОРА» |                                |                       |        |                                    |                                                    |
| 1                          | Королюк Катерина Миколаївна    | 04.11.2010            | вища   | член Громадянської партії «ПОРА»   | Садківська загальноосвітня школа І-ІІ ст., вчитель |
| 3                          | Олексюк Вікторія Вікторівна    | 04.11.2010            | вища   | член Громадянської партії «ПОРА»   | приватний підприємець                              |
| 12                         | Словінська Віра Семенівна      | 04.11.2010            | вища   | член Громадянської партії «ПОРА»   | Кременецьке відділення ощадбанку, завідувачка      |
| Самовисування              |                                |                       |        |                                    |                                                    |
| 2                          | Трофимець Володимир Вікторович | 04.11.2010            | вища   | позапартійний                      | тимчасово не працює                                |
| 4                          | Горбняк Олександр Миколайович  | 04.11.2010            | вища   | позапартійний                      | ПП ВКФ"Західелектрогруп", менеджер                 |
| 5                          | Парій Ігор Васильович          | 04.11.2010            | вища   | позапартійний                      | Кременецьке МВ КВІ, начальник                      |
| 6                          | Андріюк Надія Іванівна         | 04.11.2010            | вища   | позапартійна                       | В.Дедеркальськасільська рада, гол.бухгалтер        |
| 7                          | Драпалюк Тетяна Дмитрівна      | 04.11.2010            | вища   | позапартійна                       | В.Дедеркальськасільська рада, нач. ВОС             |
| 8                          | Лапій Ірина Василівна          | 04.11.2010            | вища   | позапартійна                       | В.Дедеркальська сільська рада, спеціаліст2 кат.    |
| 9                          | Ганич Інна Сергіївна           | 04.11.2010            | вища   | позапартійна                       | В.Дедеркальська сільська рада, спеціаліст          |
| 10                         | Юрчук Ярослав Ананійович       | 04.11.2010            | вища   | позапартійний                      | СП «Волинь», директор                              |
| 11                         | Слободянюк Володимир Флорович  | 04.11.2010            | вища   | член Соціалістичної партії України | ТОВ «ШумськАгро», гол.агроном                      |
| 13                         | Мороз Людмила Василівна        | 04.11.2010            | вища   | позапартійна                       | В.Дедеркальська с/рада, секретар                   |
| 14                         | Гаврилюк Володимир Іванович    | 04.11.2010            | вища   | позапартійний                      | Інформаційний центр «Новини Шумщини», кореспондент |
| 15                         | Борошенко Олег Миколайович     | 04.11.2010            | вища   | позапартійний                      | ВАТ Укртелеком, начальник                          |
| 16                         | Кравчук Олександр Васильович   | 04.11.2010            | вища   | член Аграрної партії України       | ФГ «Добробут», голова                              |